# Lac Michigan-Huron
 (juillet 2022).
Si vous disposez d'ouvrages ou d'articles de référence ou si vous connaissez des sites web de qualité traitant du thème abordé ici, merci de compléter l'article en donnant les références utiles à sa vérifiabilité et en les liant à la section « Notes et références ».
Le lac Michigan-Huron fait partie de l'ensemble des Grands Lacs situé à la frontière entre le Canada et les États-Unis. Il est constitué des lacs Michigan et Huron. Ces deux lacs sont reliés par le détroit de Mackinac et ont la même altitude (176 m). Hydrologiquement et géologiquement, ils ne forment qu'un seul lac. Le détroit de Mackinac mesure 8 km de large et le courant peut aller de l'un vers l'autre. 

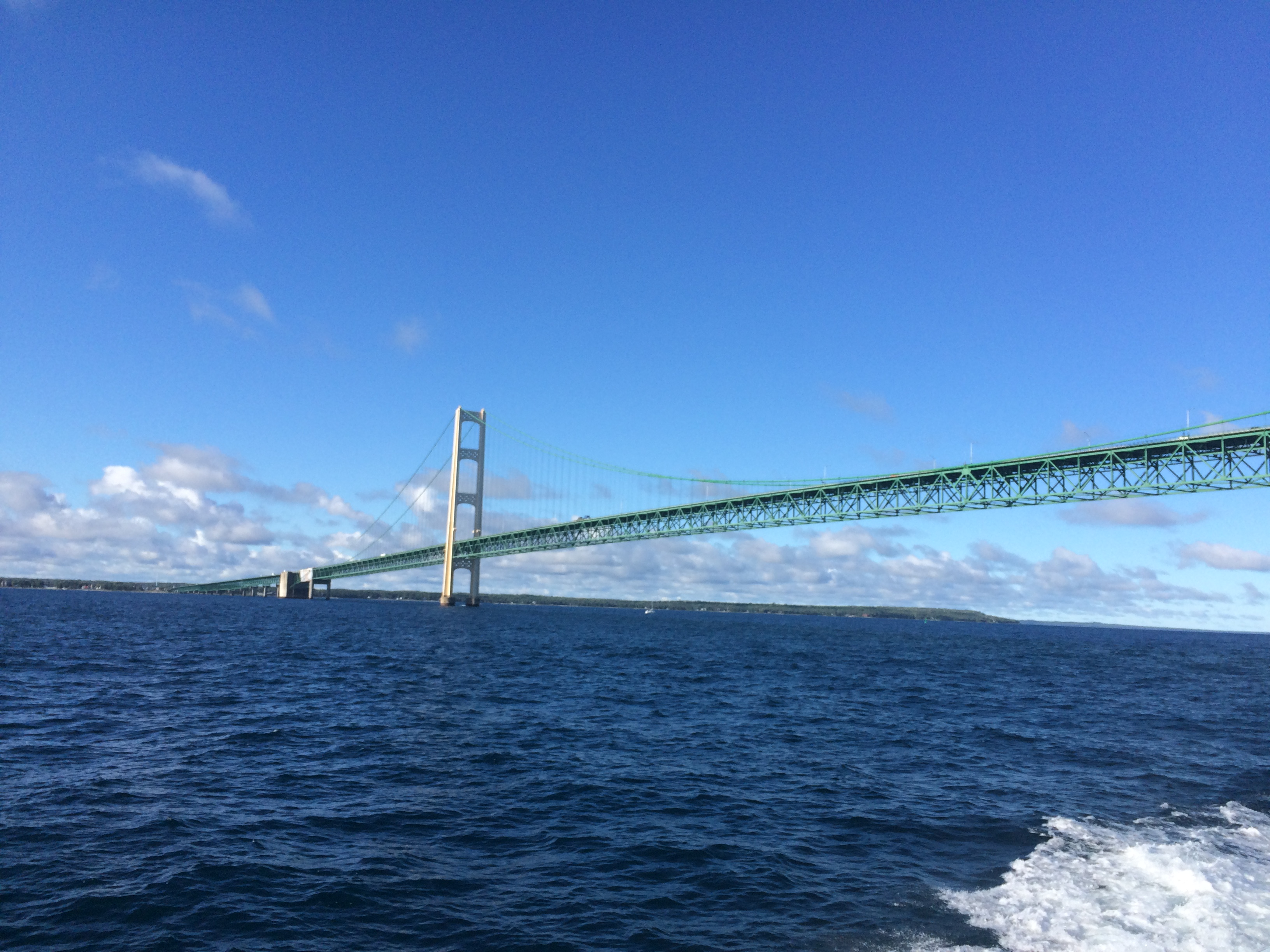
Vue du détroit de Mackinac qui assure l'unité hydrologique des lacs Michigan et Huron

Le lac Michigan-Huron a une superficie de 117 600 km2, il constitue la plus grande étendue d'eau douce au monde (et le deuxième lac le plus étendu au monde, derrière la mer Caspienne). Le volume d'eau du lac Michigan-Huron est de 8 300 km3 ce qui en fait le cinquième plus important au monde, derrière la mer Caspienne, le lac Baïkal, le lac Tanganyika et le lac Supérieur.